# Nováky
Nováky (maďarsky Nyitranovák) jsou město na středním Slovensku, v Trenčínském kraji. Ve městě se nachází uhelná elektrárna a nedaleko města uhelné doly. Žije zde přibližně 4 200 obyvatel.

## Poloha
Město se nachází v údolí řeky Nitra mezi pohořími Vtáčnik a Strážovské vrchy, cca 10 km jihozápadně od Prievidzy.

## Historie
První písemná zmínka o Novákách je z roku 1113. V roce 1961 se Nováky staly městem. Ve městě byl za druhé světové války zřízen koncentrační tábor pro Židy.

## Památky
- Římskokatolický kostel sv. Mikuláše z roku 1677.

## Průmysl
- Fortischem (bývalé Novácke chemické závody)[4]